# Lutopecny
Obec Lutopecny (německy Lutopetz) se nachází v okrese Kroměříž ve Zlínském kraji. Žije zde 594 obyvatel. Součástí obce je i vesnice Měrůtky.

## Název
Na vesnici bylo přeneseno původní (posměšné) označení jejích obyvatel lutopecni – "skrblíci" ("kterým bylo líto chleba"). Od konce 14. století byla užívána i varianta Litopecny.

## Historie
První písemná zmínka o obci pochází z roku 1290.
V Lutopecnách se narodil i generálmajor Alois Šiška, československý pilot, který ve druhé světové válce létal v 311. československé bombardovací peruti RAF. Známý je především pro nouzové přistání s bombardérem Vickers Wellington na hladině Severního moře, na kterém on a zbytek jeho posádky strávili v nafukovacím záchranném člunu 6 dní téměř bez vody a potravin, než byli vyplaveni na nizozemském pobřeží, kde byli následovně zajati německou pobřežní stráží a drženi v zajetí až do konce války. Alois Šiška je nositelem řady vyznamenání, mezi které patří i nejvyšší státní vyznamenání České republiky, Řád Bílého lva III. třídy, in memoriam.
V Lutopecnách žil známý katolický aktivista Augustin Navrátil, jedna z čelných postav českého katolického disentu za komunistického režimu, vydavatel katolického samizdatu, signatář Charty 77 a iniciátor petice Podněty katolíků k řešení situace věřících občanů – jedné z nejmasovějších akcí manifestujících požadavky na respektování práv věřících občanů a náboženské svobody (podepsalo ji 501 590 lidí).

## Obyvatelstvo

### Struktura
Vývoj počtu obyvatel za celou obec i za její jednotlivé části uvádí tabulka níže, ve které se zobrazuje i příslušnost jednotlivých částí k obci či následné odtržení.
| Místní části   | Místní části   | 1869 | 1880 | 1890 | 1900 | 1910 | 1921 | 1930 | 1950 | 1961 | 1970 | 1980 | 1991 | 2001 | 2011 | 2018 |
| -------------- | -------------- | ---- | ---- | ---- | ---- | ---- | ---- | ---- | ---- | ---- | ---- | ---- | ---- | ---- | ---- | ---- |
| Počet obyvatel | část Lutopecny | 533  | 655  | 623  | 698  | 814  | 753  | 728  | 715  | 697  | 674  | 594  | 536  | 555  | 580  | 586  |
| Počet domů     | část Lutopecny | 105  | 120  | 128  | 130  | 135  | 137  | 154  | 182  | 183  | 178  | 166  | 193  | 192  | 211  | –    |

## Pamětihodnosti
- Kříž u silnice do Měrůtek
- Zvonice
- Pomník padlých
- Restaurace U Vojtěcha
- Rodiště gen. Aloise Šišky, pilota RAF, hrdiny bitvy o Británii

## Galerie

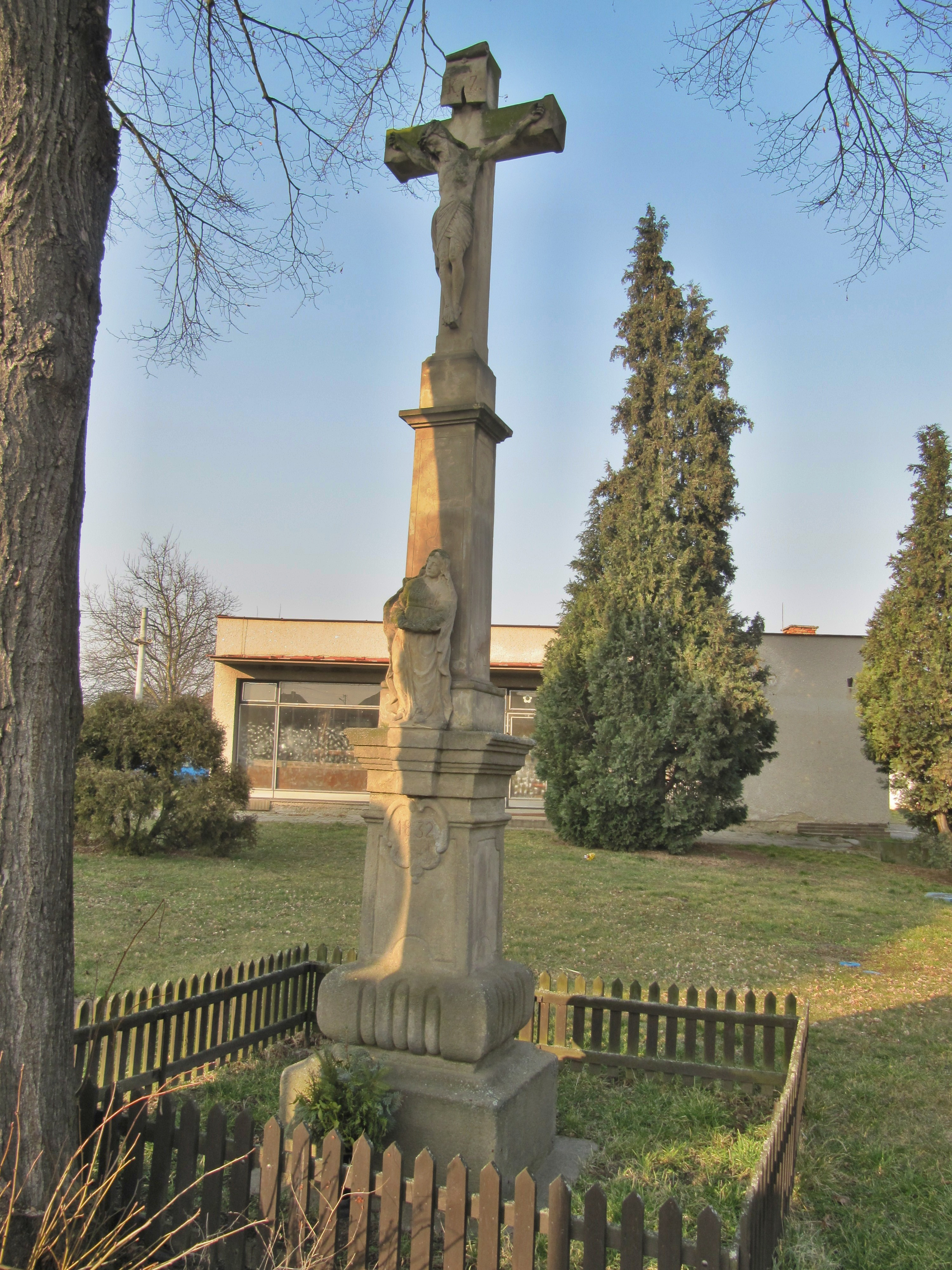
Kříž u silnice do Měrůtek
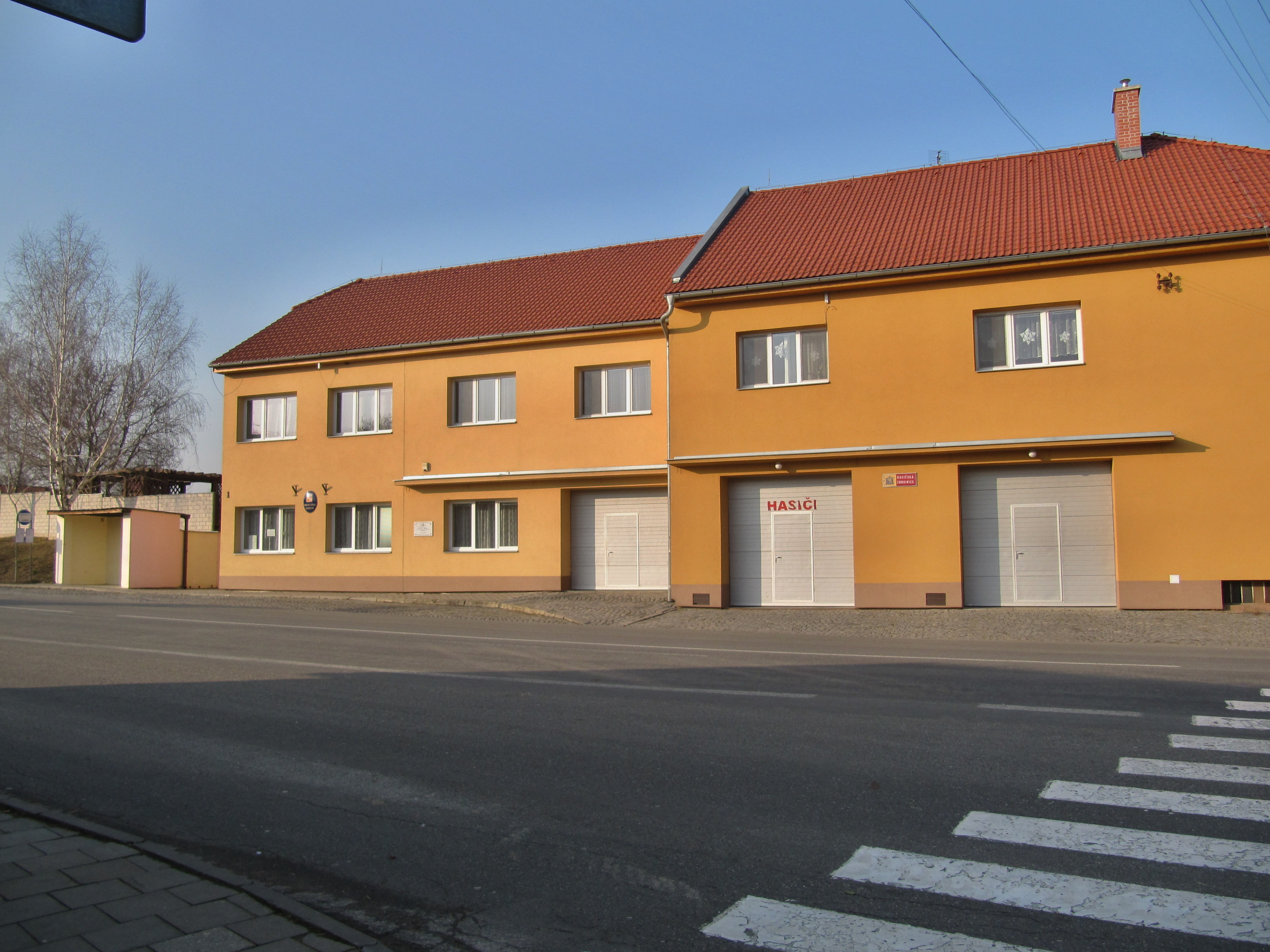
Obecní úřad
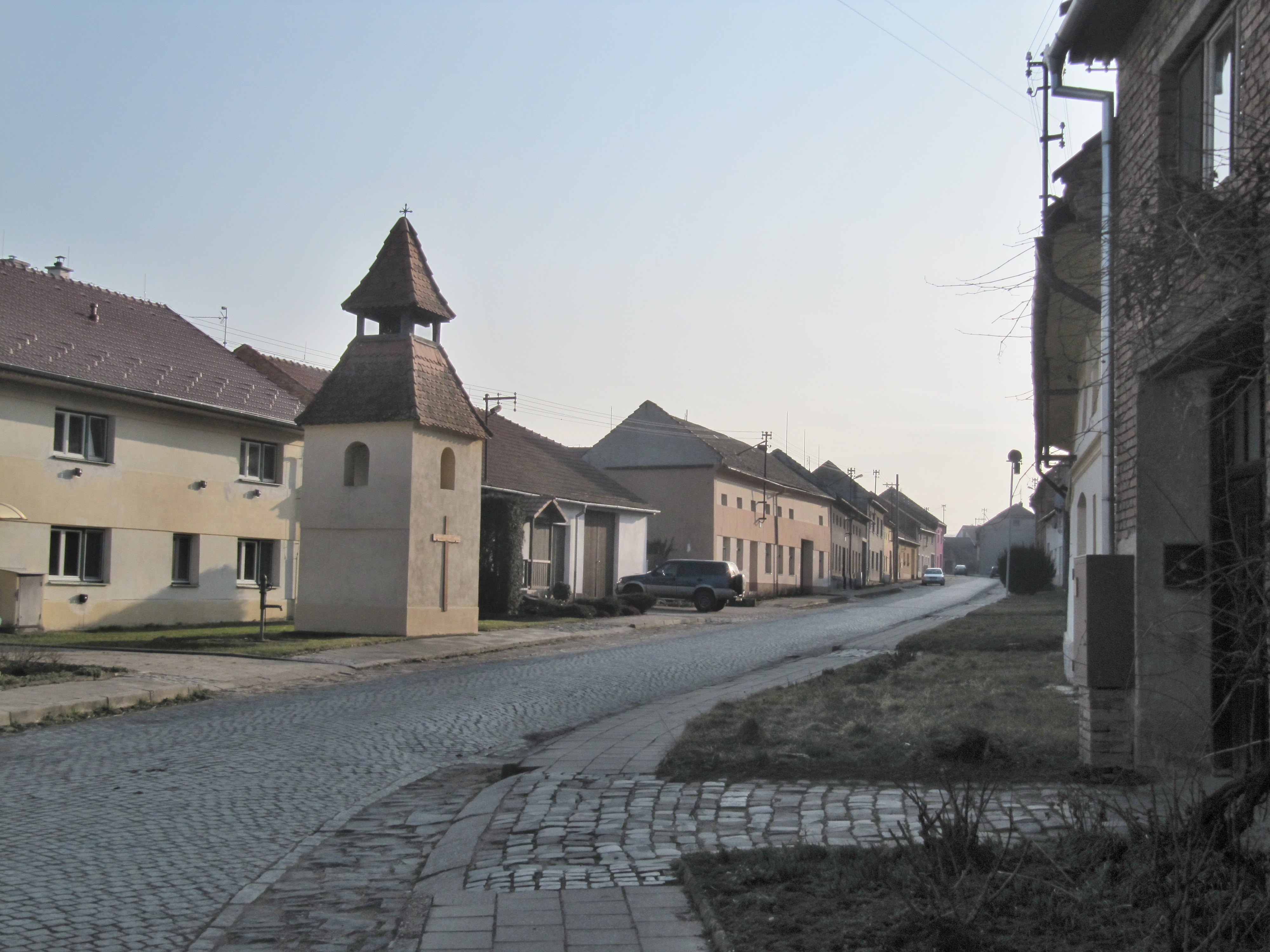
Zvonice
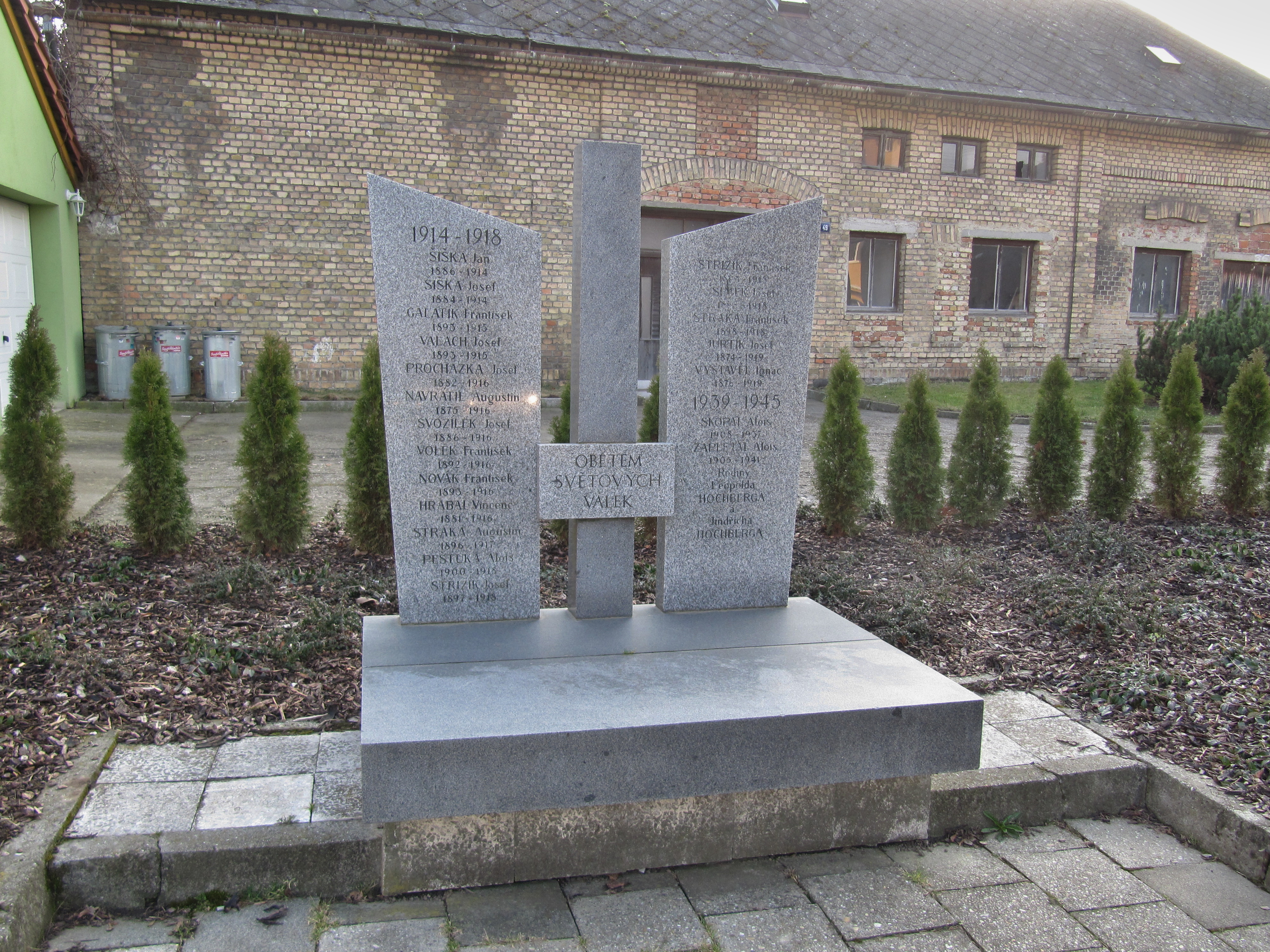
Pomník obětem světových válek

## Doprava
Územím obce prochází dálnice D1, silnice II/428 v úseku Morkovice-Slížany – Kroměříž a silnice III/36726 Hradisko – Měrůtky. Jihozápadním cípem katastrálního území prochází krátký úsek silnice III/43218 Popovice – Zlobice.

## Slavní rodáci
- Augustin Navrátil
- Amálie Pouchlá
- Alois Šiška